# جيريمي ييتس
جيريمي ييتس (بالإنجليزية: Jeremy Yates)‏ هو دراج نيوزيلندي، ولد في 6 يوليو 1982 في هاستينجس في نيوزيلندا.

## وصلات خارجية
- جيريمي ييتس على موقع الاتحاد الدولي للدراجات (الإنجليزية)
- جيريمي ييتس على موقع أرشيف الدراجات (الإنجليزية)
- جيريمي ييتس على موقع إحصائيات الدراجات الإحترافية (الإنجليزية)
- جيريمي ييتس على موقع نسبة الدراجات (الإنجليزية)
- جيريمي ييتس على موقع أوليمبيديا (الإنجليزية)